# Aiptasia erythrochila
Aiptasia erythrochila is een zeeanemonensoort uit de familie Aiptasiidae. De anemoon komt uit het geslacht Aiptasia. Aiptasia erythrochila werd in 1874 voor het eerst wetenschappelijk beschreven door Fischer. 